# Кошехабль
Кошеха́бль (рос. Кошеха́бль; адиг. Кощхьабл) — аул в Адигеї, адміністративний центр Кошехабльського району і Кошехабльського сільського поселення.
Населення — 7 267 осіб (2012).

## Географія
Розташований на лівому березі річки Лаби (притока Кубані), у рівнинній частині, на висоті 148 метрів, напроти міста Курганінськ, за 60 км на північний схід від Майкопа. Залізнична станція Кошехабль на лінії Армавір — Туапсе.

## Історія
Заснований «кабардинцями-втікачами» в 1868 році. Спочатку першопоселенці проживали між станцією Михайлівською Курганінського району і лісом, що на правому березі річки Лаби. Річка часто міняла своє русло, і селище часто затоплялося. Через це в 1868 році Лабінський округ виділив жителям місце на лівому березі. Але і на новому місці їх часто турбувала Лаба. І через постійну кочівлю з місця на місце аул був названо кочівним: «кощ» — переходити, переселятися, «хьабл» — декілька кварталів, селище — Кощхьаблэ. Раніше називалося Анзаурій. Ряд географічних об'єктів в Адигеї і за її межами носить назву Кощхьабль. Збереглися такі назви кварталів: Анзаурий — «Належний Анзорову», Кубаший — Кубачий — «Квартал Кубачиєвих», Тэхъущэкъуй — «Район Тохушикуя», Трамкъуадж — «Аул Трамових», Багъус — «Квартал Богусевих».